# 愛染明王
愛染明王（Rāgarāja）音譯為「羅誐羅闍」或「有羅羅闍」，是佛教密宗的明王之一，其中「Rāga」為「彩色」、「情欲」或「紅色」、「愛染」之意，「rāja」為「王」之意。漢譯為「愛染明王」或「愛染王」，在其出處《瑜祇經》中意為「愛敬與降伏」（降伏使其敬愛）。大部分秘教學者認為是金剛藏王菩薩（金剛薩埵）化身，部分學者亦認為是大日如來、金剛愛菩薩或金剛王菩薩的示現。

## 經典出處
愛染明王在《妙吉祥平等秘密最上觀門大教王經》中為佛陀說法的聽眾，其形象與功德詳載於《金剛峰樓閣一切瑜伽瑜祇經》之「愛染王品第五」
與「一切如來大勝金剛心瑜伽成就品第七」。該經之「一切如來金剛最勝王義利堅固染愛王心品第二」中所述真言功德亦為愛染明王。

## 形象

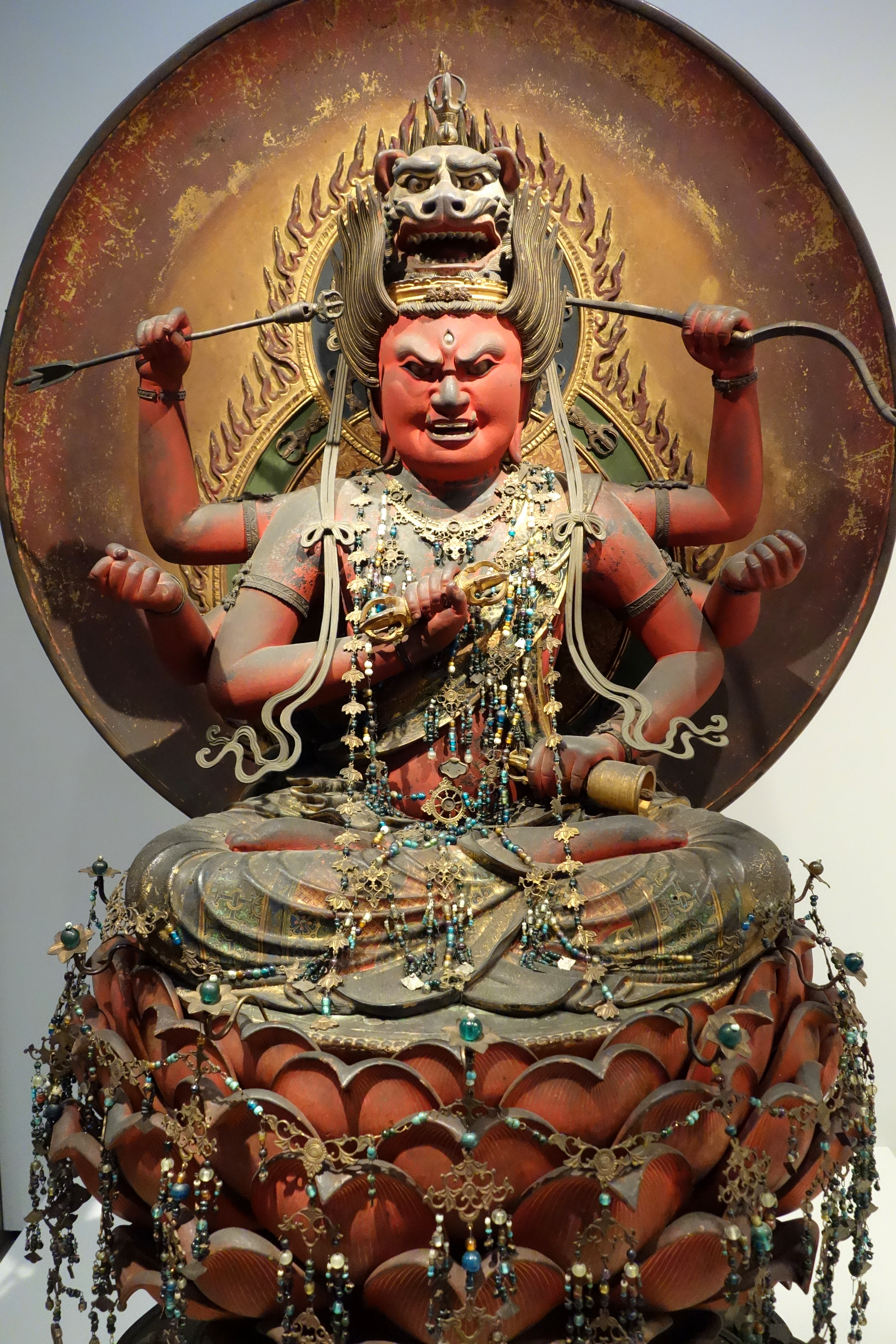
木造愛染明王坐像 東京國立博物館藏

根據《金剛峰樓閣一切瑜伽瑜祇經‧愛染王品第五》，愛染明王身色如日暉（紅光），表示敬愛、慈悲；住於熾盛輪火，象徵勇健菩提心。具三目，表法身般若解脫三種妙德；忿怒眼、威怒視，降伏諸罪惡。頭戴獅子忿怒冠，表降伏一切障礙無畏自在；冠上有五鈷金剛鈎，五鈷，象徵眾生本具的五智；鈎代表鈎召懷法。五色華髻垂覆於耳，表五種悉地成就，亦表五部如來之妙德；具六臂，乃是救渡六道眾生。雙手執鈴、杵，表息災法；執弓、箭，乃懷法（攝持一切眾生本來所具足之如來體性）；右手持蓮如打勢，為誅法（降伏一切惡心癡迷的眾生）。結跏趺坐於赤色蓮華上，蓮下有寶瓶，兩畔吐諸寶，表增益法。

## 種子字、印與真言

### 種子字
愛染明王的種子字有兩個：
- 吽(hūṃ、हूं)
- 吽(hhuṃ)

### 印
愛染明王之印為「愛染明王根本印」，分別載於《瑜伽瑜祇經》的第二品：「二手金剛拳，相叉內為縛，直竪忍願針，相交即成染，是名根本印。」與第五品：「復說根本印，二手金剛縛，忍願竪相合，進力如鉤形」。

### 真言
愛染明王真言為：

- 染愛王心真言

　　oṃ　mahā　-　raga　　vajra　-　　uṣṇīṣa　　　　　vajra　-　　sattva　　　　jjāḥ　　hūṃ　 vaṃ　hoḥ

　　唵　摩訶(引)　囉誐　嚩日囉(二合)　瑟抳(二合)沙　嚩日囉(二合)　薩怛嚩(二合)　惹(引)　吽(引)　鑁　斛(引)

現代標準漢語：嗡 瑪哈 拉尬 瓦吉拉 烏色泥沙 瓦吉拉 薩達瓦 夾 轟 萬 齁
- 愛染王一字心明

　　hhūṃ 　ṭaki 　hūṃ 　jjaḥ

　　吽(引)　吒枳　吽(引)　惹(入聲)

現代標準漢語：轟 踏及 轟 夾

## 信仰源流
愛染明王為密教諸尊中，住於大愛欲與大貪染三昧之明王。漢傳始於唐朝天竺三藏金剛智所譯之《金剛峰樓閣一切瑜伽瑜祇經》，供奉者修持之《愛染王法》主要出於《金剛王菩薩秘密念誦儀軌》與《瑜祇經愛染明王品》。東傳日本後東密（日本密教）衍伸出「戀愛、良緣、家庭美滿」之意，近代台密亦當成愛神，認為「愛染為貪欲之煩惱，今以之為神明之體者，煩惱即菩提之意」。藏密較少人修持。

### 日本東密
日本一般相信愛染明王可消災解厄，使人敬愛，衍伸為許多行業的守護神。
- 愛情之神：日本佛教徒相信愛染明王可以保佑男女的婚姻戀愛和合，故在古代13世紀到16世紀廣受妓女供奉，如今也有一些女性工作者供奉。
- 染布之神：日本從「愛染」延伸出「藍染」之意，故古代染布及紡織業亦供奉愛染明王。
- 良緣與合格：西日本有西國愛染十七靈場（日语：西国愛染十七霊場）的巡禮，可以祈求締結良緣和考試順利。
- 武將守護：日本戰國武將直江兼續的頭盔上的「愛」字，據說是取自愛染明王。
- 消弭戰爭：在日本真言宗之《愛染王法》據說可消弭戰爭。